# Wydutki
Wydutki (deutsch Storchenberg) ist ein kleiner Ort in der polnischen Woiwodschaft Ermland-Masuren und gehört zur Landgemeinde Budry (Buddern) im Powiat Węgorzewski (Kreis Angerburg).

## Geographische Lage
Wydutki liegt im Nordosten der Woiwodschaft Ermland-Masuren am Südostrand des Skallischer Forsts (auch: Altheider Forst, polnisch Lasy Skaliskie). Die Kreisstadt Węgorzewo (Angerburg) liegt 15 Kilometer in südwestlicher Richtung entfernt.

## Geschichte
Das kleine Gutsdorf Storchenberg wurde im Jahre 1874 in den neu errichteten Amtsbezirk Benkheim (polnisch Banie Mazurskie) eingegliedert, der bis 1945 bestand und zum Kreis Angerburg im Regierungsbezirk Gumbinnen der preußischen Provinz Ostpreußen gehörte.
Die Zahl der Einwohner des Gutsbezirks Storchenberg belief sich im Jahre 1910 auf 46. Am 30. September 1928 verlor das Dorf seine Eigenständigkeit, als es mit dem Nachbarort Groß Sakautschen (1938 bis 1945 Großsackau, polnisch Zakałcze Wielkie) nach Mitschullen (1938 bis 1945 Rochau (Ostpr.), polnisch Miczuły) eingemeindet wurde.
In Kriegsfolge kam Storchenberg 1945 mit dem gesamten südlichen Ostpreußen zu Polen und erhielt die polnische Ortsbezeichnung „Wydutki“. Heute ist es eine kleine Ortschaft im Verbund der Landgemeinde Budry im Powiat Węgorzewski, vor 1998 der Woiwodschaft Suwałki, seither der Woiwodschaft Ermland-Masuren zugehörig.

## Kirche
Storchenberg war vor 1945 in das Kirchspiel der evangelischen Kirche in Benkheim (polnisch Banie Mazurskie) im Kirchenkreis Angerburg in der Kirchenprovinz Ostpreußen der Kirche der Altpreußischen Union eingepfarrt, außerdem in die katholische Pfarrei Angerburg (polnisch Węgorzewo) im Bistum Ermland.
Heute liegt Wydutki im Bereich der katholischen Pfarrkirche in Banie Mazurskie innerhalb des Dekanats Gołdap (Goldap) im Bistum Ełk (Lyck) der Katholischen Kirche in Polen. Evangelischerseits ist die Kirchengemeinde in Gołdap innerhalb der Pfarrei Suwałki zuständig. Sie gehört zur Diözese Masuren der Evangelisch-Augsburgischen Kirche in Polen.

## Verkehr
Wydutki ist über einen Landweg zu erreichen, der bei Popioły (Popiollen, 1938 bis 1945 Albrechtswiesen) von der polnischen Woiwodschaftsstraße 650 (einstige deutsche Reichsstraße 136) abzweigt und direkt in den Ort führt. Bis 1945 war Popiollen resp. Albrechtswiesen die nächste Bahnstation. Sie lag an der Bahnstrecke Angerburg–Goldap, auf der nach 1945 der Betrieb nicht mehr wieder aufgenommen wurde.